# بیداری رؤیاها
بیداری رؤیاها فیلم به کارگردانی محمدعلی باشه‌آهنگر، نویسندگی محمدرضا گوهری و تهیه‌کنندگی علی آشتیانی‌پور محصول سال ۱۳۸۸ است.

## بازیگران
- امین حیایی  در نقش داوود
- هنگامه قاضیانی  در نقش رخشانه
- امیرحسین آرمان در نقش حمید
- رز رضوی  در نقش مینو
- حبیب دهقان‌نسب  در نقش آقای کاشانی
- فریبا جدی‌کار در نقش هما خانم
- حمیدرضا آذرنگ در نقش آقای حضرتی
- اسماعیل خلج  در نقش حاج عمو
- احمد ایراندوست در نقش سرگرد عراقی
- احمد علامه دهر در نقش حاج صدری
- میترا تبریزی در نقش ننه جون
- مهری آل‌آقا در نقش کبری خانم
- حامد آقایی در نقش راننده عراقی
- یگانه حق پرست در نقش مهسا
- سارا خوئینی‌ها در نقش سیما
- حمید فرخ‌نژاد در نقش جلیل

## خلاصه فیلم
رخشانه زنی است در آستانه میانسالی که در سال‌های جوانی اش با ایوب پارسا ازدواج کرده و صاحب پسری به نام حمید شده‌است. وقتی حمید دو ساله بود، ایوب به جبهه می‌رود و دیگر برنمی گردد. پس از مدتی خبر شهادت او می‌رسد و خانواده تصمیم می‌گیرد رخشانه را به عقد داوود برادر ایوب دربیاورد. سال‌ها از این ماجرا گذشته و آن‌ها صاحب دختر بچه‌ای دبستانی هستند و حمید در آستانه ازدواج است. در این وضعیت از کمیته مفقودین خبر می‌رسد که ایوب زنده است و به زودی به وطن برمی گردد. این خبر که در ابتدا همه را شوکه می‌کند، به تدریج واکنش‌های مختلفی را بین اعضای خانواده برمی‌انگیزد؛ داوود نگران از دست دادن همسرش است، به خصوص از زمانی که دوستان قدیمی پدر مرحومش به او گوشزد می‌کنند که پس از آگاهی از زنده بودن همسر اول، همسر دوم به زن نامحرم می‌شود. حمید که در ابتدا قادر به هضم این واقعیت نیست، به کمک نامزدش با چراغانی کردن محله، خود را برای استقبال از پدر آماده می‌کند. مادر سالمند و فرتوت ایوب و داوود خوشحال است، اما رخشانه بر سر دوراهی دشواری قرار می‌گیرد. آیا پیوندش را با داوود قطع کند و زندگی با ایوب را ادامه دهد یا اینکه داوود پدر فرزند کوچک ترش را نگه دارد؟ این تردید دردناک سرانجام او را بر آن می‌دارد که شب ورود ایوب، خانه را ترک و فردایش اقدام به سقط جنینی کند که بدون اطلاع داوود در دل می‌پروراند…
فیلم نامه این اثر هم در سال ۱۳۸۹ توسط انتشارت سوره مهر (وابسته به حوزه هنری سازمان تبلیغات اسلامی) در ۱۱۲ صفحه به چاپ رسیده‌است؛ و در سال ۱۳۹۴ به چاپ دوم رسید.

## جوایز
جوایز دریافت شده فیلم بیداری رؤیاها به شرح زیر است :
| جشنواره                             | عنوان جایزه               | دریافت کننده | نتیجه |
| ----------------------------------- | ------------------------- | ------------ | ----- |
| بیست و هشتمین دوره جشنواره فیلم فجر | بهترین بازیگر نقش اول مرد | امین حیایی   | نامزد |
| بیست و هشتمین دوره جشنواره فیلم فجر | بهترین صدابرداری          | وحید مقدسی   | برنده |